# Nucras aurantiaca
Nucras aurantiaca — вид ящірок родини ящіркових (Lacertidae). Ендемік Південно-Африканської Республіки. Описаний у 2019 році.

## Поширення і екологія
N. aurantiaca відомі з двох місцевостей, розташованих в районі містечка Ламбертс-Бей у Західнокапській провінції. Вони живуть в чагарникових заростях фінбошу, що ростуть на пухких піщаних ґрунтах.